# 大内町 (高知県)
大内町（おおうちちょう）は、高知県幡多郡にあった町。
現在の大月町の西半にあたる。本項では町制前の名称である奥内村（おくうちむら）についても述べる。

## 地理
- 海洋：宿毛湾
- 山岳：熊ヶ森、大洞山
- 島嶼：柏島

## 歴史
- 1889年（明治22年）4月1日 - 町村制の施行により、弘見村・添ノ川村・小満目村・頭集村・一切村・鉾土村・平山村・天地村・橘浦村・泊浦村・芳ノ沢村・清王村・柏島村の区域をもって奥内村が発足。
- 1951年（昭和26年）11月3日 - 奥内村が町制施行・改称して大内町となる。
- 1955年（昭和30年） - 芳ノ沢の一部から大字竜ヶ迫が起立。
- 1957年（昭和32年）2月11日 - 月灘村と合併して大月町が発足。同日大内町廃止。